# SN 1998R
SN 1998R – supernowa typu II odkryta 23 lutego 1998 roku w galaktyce UGC 6271. W momencie odkrycia miała maksymalną jasność 16,00m.